# Oribatella vicinus
Oribatella vicinus är en kvalsterart som först beskrevs av Rjabinin 1975.  Oribatella vicinus ingår i släktet Oribatella och familjen Oribatellidae. Inga underarter finns listade i Catalogue of Life.